# سندویکا
سندویکا (به لاتین: Sandvika) یک شهر در نروژ است که در شهرستان آکرشوس واقع شده‌است.

## خصوصیات
سندویکا ۱۲ متر بالاتر از سطح دریا واقع شده‌است.